# Herochroma flavibasalis
Herochroma flavibasalis là một loài bướm đêm trong họ Geometridae.